# NASA Space Flight Medal
La NASA Space Flight Medal est une décoration de la National Aeronautics and Space Administration (NASA). 

## Histoire
Selon ses statuts, elle est décernée pour une réalisation ou un service significatif lors de la participation individuelle en tant qu'astronaute civil ou militaire, pilote, spécialiste de mission, spécialiste de charge utile ou autre participant à une mission de vol spatial. En pratique, la médaille est décernée à tout astronaute (américain ou étranger) qui vole à bord d'une mission spatiale américaine, et généralement chaque vol suivant est honoré par une récompense supplémentaire.
Les attributions multiples de la décoration sont annotées soit par des étoiles de récompense, soit par des grappes de feuilles de chêne (selon le statut civil ou militaire du récipiendaire et, s'il est militaire, la branche de service). La Space Flight Medal de la NASA peut également être portée sur les uniformes actifs de l'armée américaine et est portée après toutes les décorations militaires.
Pour ceux qui accomplissent un acte de bravoure ou une action héroïque lors d'une mission spatiale américaine, la NASA décerne également une récompense connue sous le nom de Congressional Space Medal of Honor. Il s'agit d'une distinction distincte de la Medal of Honor qui est une décoration militaire américaine pour une bravoure extrême.

## Description
Le bord de l'avers de la médaille a la forme d'une couronne avec un rouleau déroulé au milieu. Au milieu se trouve un triangle avec une navette spatiale au centre. En dessous du triangle se trouve le logo de la NASA en forme de « ver ». Sur le revers sont frappés les mots « Space Flight Medal ». Elle comporte en son centre supérieur une petite saillie métallique, fixée à un anneau de suspension. Le ruban s'attache à l'anneau et  ses couleurs sont successivement le bleu, le rouge, le noir, à nouveau le rouge, l'aigue-marine, et de nouveau le rouge, le noir, le rouge, le bleu. L'épingle et le fermoir sont de type à enfiler.